# 米蘭達 (考卡省)
米蘭達（西班牙語：Miranda）是哥倫比亞考卡省的城鎮，位於該國西部，距離省會波帕揚122公里，面積185平方公里，海拔高度1,032米，主要經濟活動是自給農業，2005年人口31,967。
3°15′N 76°15′W / 3.250°N 76.250°W